# Корбачик

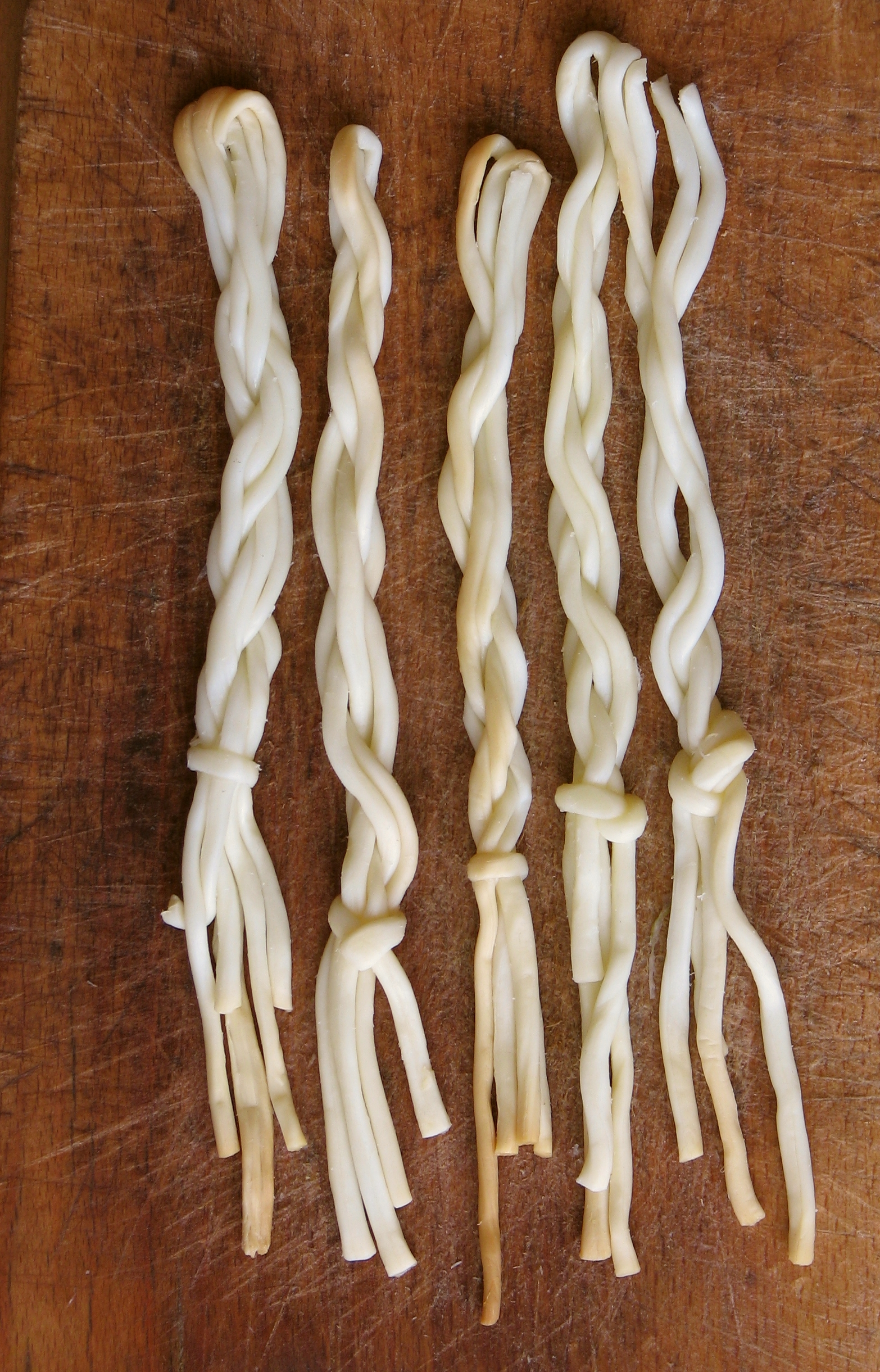

Корбачик (словац. Korbáčik) — традиційний словацький овечий сир із тонких волокон, сплетений в косички. Корбачики продаються в соляному розчині. Бувають копчені і некопчені.